# William Bulkeley
Pour les articles homonymes, voir Bulkeley.
William Bulkeley, né le 7 septembre 1766 à Clonmel, en Irlande, et mort le 2 janvier 1794 à Angers, en France, est un militaire irlandais et un chef royaliste de la guerre de Vendée.

## Biographie
William Bulkeley naît le 7 septembre 1766 à Clonmel, en Irlande. Il s'engage dans le régiment de Walsh, au service du royaume de France, et sert dans un bataillon en garnison sur l'Île d'Oléron. Il obtient le grade de lieutenant. 
En novembre 1786, il épouse Céleste Talour de La Cartrie, veuve d'un premier mariage avec Chappot de la Brossardière. Dans ses mémoires, Toussaint Ambroise Talour de la Cartrie décrit son beau-frère comme un « élégant cavalier de cinq pieds et dix pouces  du caractère le plus aimable et d'une belle prestance ».
Entre 1788 et 1790, le bataillon de Bulkeley est envoyé à l'Île-de-France (Île Maurice). À son retour en France, Bulkeley démissionne et se retire au château de Brossardière, à La Roche-sur-Yon.
En mars 1793, la Vendée se soulève contre la levée en masse. Le 14 mars 1793, la petite ville de La Roche-sur-Yon est envahie par des paysans menés par William Bulkeley et Charles-François de Chouppes,. Céleste, l'épouse de William, prend également les armes.
Bulkeley et de Chouppes établissement un camp à La Roche-sur-Yon, où 300 hommes, la moitié armés de fusils, sont maintenus en permanence. Ils instaurent également un « Conseil provisoire d'administration et de justice ».
Le 19 mars, William Bulkeley et de Chouppes se joignent à Charles de Royrand et participent à la bataille de Pont-Charrault. Le 29 mars, ils rejoignent cette fois l'armée de Jean-Baptiste Joly pour prendre part à l'attaque infructueuse des Sables-d'Olonne.
Le 23 août 1793, les républicains reprennent La Roche-sur-Yon, qui est évacuée par les insurgés. Le 26 août, Jean-Baptiste Joly vient au secours des époux Bulkeley et tente de reprendre la ville, mais l'attaque est repoussée par la colonne du général Mieszkowski.
Quelques témoignages de patriotes présentent William Bulkeley comme étant « d'un caractère doux », mais laissent un jugement plus défavorable à propos de son épouse, Céleste. Le 29 août, le juge de paix Hillaireau rapporte notamment que, avant de fuir La Roche-sur-Yon, certains insurgés soutenus par Céleste Bulkeley réclament la mise à mort des prisonniers patriotes détenus dans la ville, mais que William Bulkeley et de Chouppes s'y opposent. 
Après cette défaite, William et Céleste Bulkeley se réfugient à Legé, où ils sont accueillis par Charette,. Ils prennent ensuite part à la bataille de Torfou et la bataille de Saint-Fulgent.
À l'automne 1793, ils rejoignent l’armée catholique et royale d'Anjou et du Haut-Poitou et participent à la Virée de Galerne,. Après la déroute du Mans, les époux Bulkeley traversent la Loire à Ancenis, mais ils sont arrêtés au Loroux-Bottereau et conduits à Angers.
Conduits devant la commission militaire révolutionnaire d'Angers, William et Céleste Bulkeley sont condamnés à mort le 2 janvier 1794. Céleste se déclare enceinte et obtient un sursis, mais William est guillotiné le jour même,.